# 侯冢一棵松

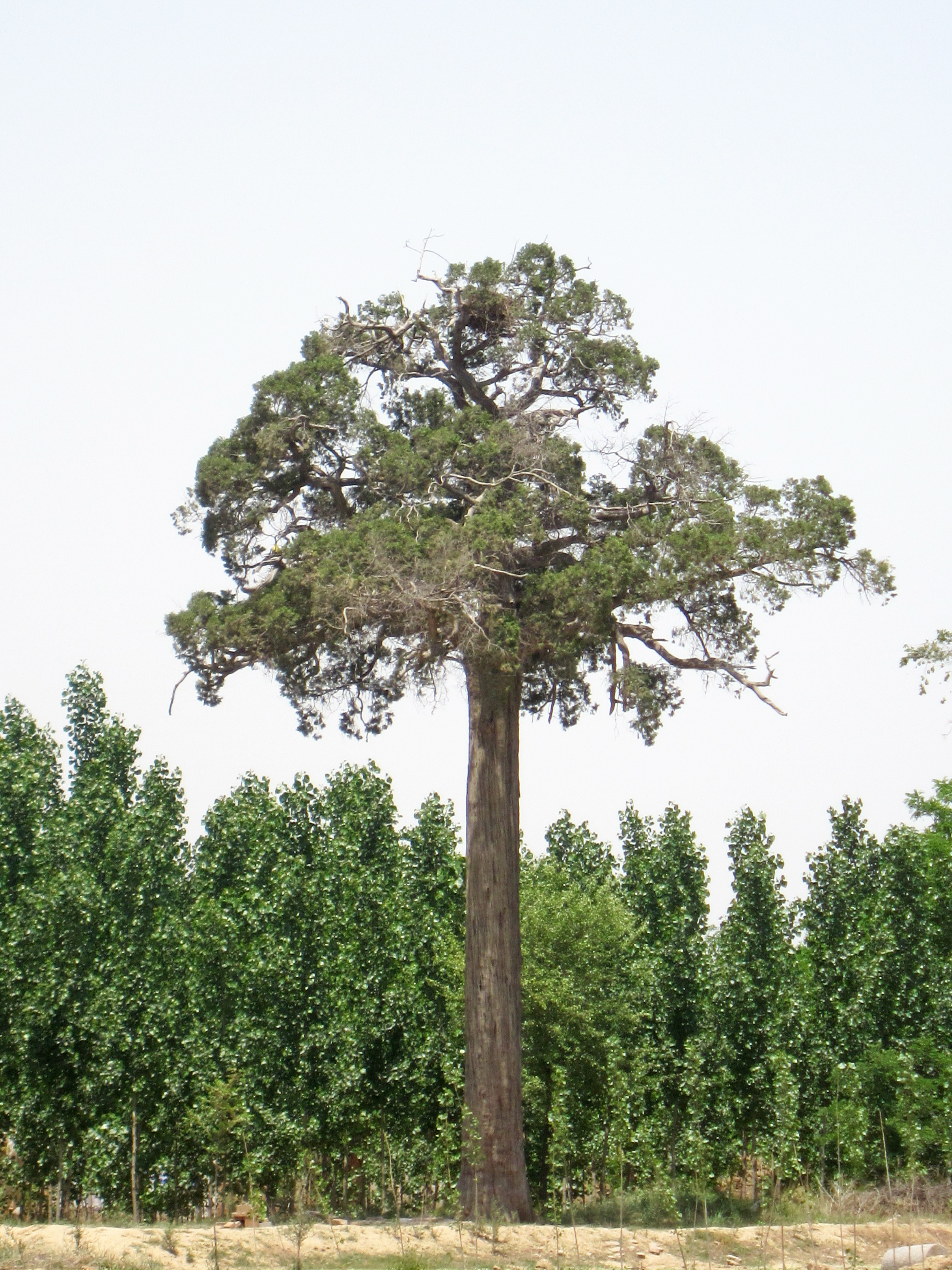

侯冢一棵松，也称枣强一棵松，是一株位于中国河北省衡水市枣强县张秀屯乡侯冢村东南的古树。民间以讹传讹称其为“松”，实为一棵桧柏雄株。树龄600余年。树高约18米，胸径约1.2米。树干10米高，笔直无侧枝，上下几乎粗细相同，树冠呈伞状，枝干全部弯曲，均匀分布。民间有“南京到北京，没见过侯冢那棵松”的说法。